# Predjamski dvorac
Predjamski dvorac ili Predjamski grad (sl. Grad Predjama) je dvorac u Sloveniji u selu Predjama nedaleko od Postojne. 
Podignut je u 12. stoljeću na oštroj litici ispred jame po čemu je dobio ime. Gradio se u više etapa, a litice su jako dobro iskorištene u gradnji dvorca i njegov su sastavni dio. Život u dvorcu bio je težak, zbog vlage i hladnoće, ali je pružao sigurnost. Ispod dvorca nalazi se razgranat prirodni podzemni svijet špilja i jama, koje su otvorene za posjetitelje. U prošlosti su služile za bijeg u slučaju opsade dvorca.
Najpoznatiji vladar tvrđave bio je Erazmo Predjamski, koji je dugo odolijevao opsadi, dok na kraju nije ubijen iz katapulta, nakon što ga je sluga izdao. Utvrda je danas obnovljena i otvorena kao muzej koji vjerno dočarava život u srednjovjekovnom dvorcu. U kolovozu svake godine se na prostoru ispred tvrđave odigrava se Erazmov viteški turnir koji okuplja moderne vitezove iz Slovenije i svijeta.
Predjamski dvorac nalazi se ispod sela Predjama. Udaljen je 10 km sjeverozapadno od Postojne, odnosno 55 km jugozapadno od Ljubljane.
Pretpostavlja se da je dvorac na ulazu u jamu podignut još u 12. stoljeću, pošto je najranije spominjanje dvorca datirano u 1202. godinu. Sljedeći spomen tvrđave datiran je u 1274. godinu kada su dvorcem upravljale velikaši Predjamski, kao vazali biskupa Akvileje. Obitelj koja je upravljala dvorcem i po njemu dobila ime Predjamski vodila je porijeklo od vitezova iz Linza koji su služili grofove Goričke. Dvorac je tijekom 13. i 14. stoljeća postao ozloglašen kao skrovište hajduka koji su presretali trgovce u tom kraju koji je bio čuven po drumskim razbojnicima zbog čega su tadašnji kroničari bili uvjereni da u tamošnjim šumama obitava sam đavao sa svojim stadima.

## Galerija
- Kraljevska soba
- Soba za obitelj
- Dio dvorca uzidan u špilju.
- Potkrovlje